# Lost Patrol
Lost Patrol — мультижанровая компьютерная игра, разработанная компанией Shadow Development и выпущенная Ocean Software в 1990 году.

## Общая информация
Действие игры происходит на раннем этапе американского участия во Вьетнамской войне, в 1965 или 1966 году. На Центральном нагорье сбит американский вертолёт. Семь выживших военнослужащих должны выбраться из джунглей к ближайшей американской базе.
Каждый из семи солдат — индивидуальная личность со своими навыками. Отряд имеет ограниченное количество боеприпасов и воды, во время движения солдаты устают и нуждаются в отдыхе. Передвижение отряда происходит на стратегической карте, разделённой на сектора. При столкновении с противником или обнаружении минного поля появляется аркадная вставка. При встрече с мирными жителями возможны разные варианты поведения.

## Дополнительные факты
- Изображённый в правой части обложки игры вертолёт не похож ни на один из американских вертолётов, применявшихся во Вьетнаме. Внешне он соответствует французской «Пуме» (силуэт, шасси, четырёхлопастный несущий винт).